# Plomall (hidrodinàmica)

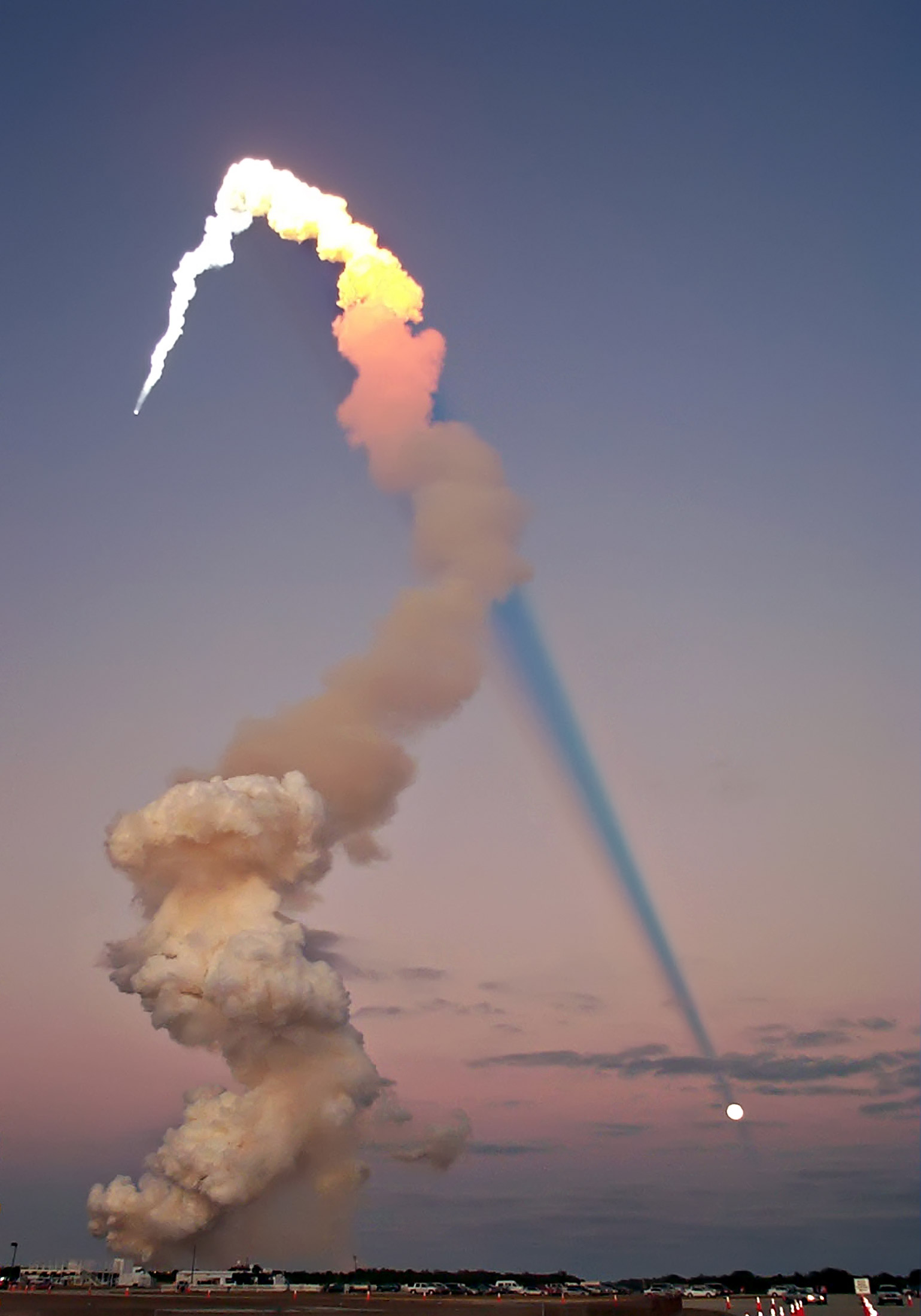
Plomall del transbordador espacial Atlantis després del llançament.

En hidrodinàmica, un plomall és una columna d'un fluid o gas movent-se a través d'un altre. El moviment d'aquest fluid es veu afectat per diverses causes, incloent-hi, el moment, la difusió, o la flotabilitat (en fluxos afectats principalment per la densitat). Quan els efectes del moment són més importants que els efectes de les diferències de densitat i flotabilitat, el plomall s'anomena com a jet.

## Moviment
En general, quan un plomall s'allunya de la seva font, s'eixampla a causa de l'arrossegament del fluid que l'envolta. La forma del plomall pot estar influenciada pel flux en el fluid ambient (per exemple, si el vent local bufa en la mateixa direcció que ho fa la del plomall resulta en un en un co-flowing jet). Això usualment causa un plomall que inicialment hagi estat dominat per flotabilitat es converteixi en dominat per moment (aquest pas se sol predir per un nombre adimensional anomenat nombre de Richardson).

### Flux i direcció
Un altre fenomen d'importància és si un plomall té flux laminar o flux turbulent. En general, hi ha una transició de laminar a turbulent al mateix temps que el plomall s'allunya de la seva font. Aquest fenomen es pot observar clarament a la columna ascendent de fum d'una cigarreta. Quan calen molta precisió, la dinàmica de fluids computacional (CFD) pot ser emprat per simular plomalls, però els resultats poden ser sensibles al model de turbulència triat. El CFD sovint es realitza per plomalls de coets, on els components condensats de fase poden ser presents a més dels components gasosos. Aquest tipus de simulacions pot arribar a ser bastant complex, incloent la radiació i postcombustió tèrmica, i (per exemple) els llançaments de míssils balístics sovint es detecten mitjançant la detecció de plomalls calents dels coets.
Un altre fenomen que també es pot veure clarament en el flux de fum d'un cigarret és que la vora d'atac del corrent, o el plomall de partida, és molt sovint aproximadament en la forma d'un anell de vòrtex (anell de fum).

## Tipus de plomalls
Els contaminants alliberats a la terra poden trobar el seu camí cap avall en l'aigua subterrània produint contaminació de l'aigua subterrània. L'aigua contaminada en un aqüífer s'anomena un plomall, amb les vores migratòries anomenades fronts plomall. Els plomalls s'utilitzen per localitzar, marcar, i mesurar la contaminació de l'aigua en el total de l'aigua de l'aqüífer, i els fronts plomall s'utilitzen per determinar la direcció i velocitat amb què s'està estenent la contaminació.
Els plomall són d'una importància considerable en el model de dispersió atmosfèrica de la contaminació de l'aire.
Un plomall tèrmic és un que és generat per un gas elevant-se per sobre de la font de calor. El gas s'eleva a causa de l'expansió tèrmica que fa que el gas calent sigui menys dens que el gas més fred que l'envolta.

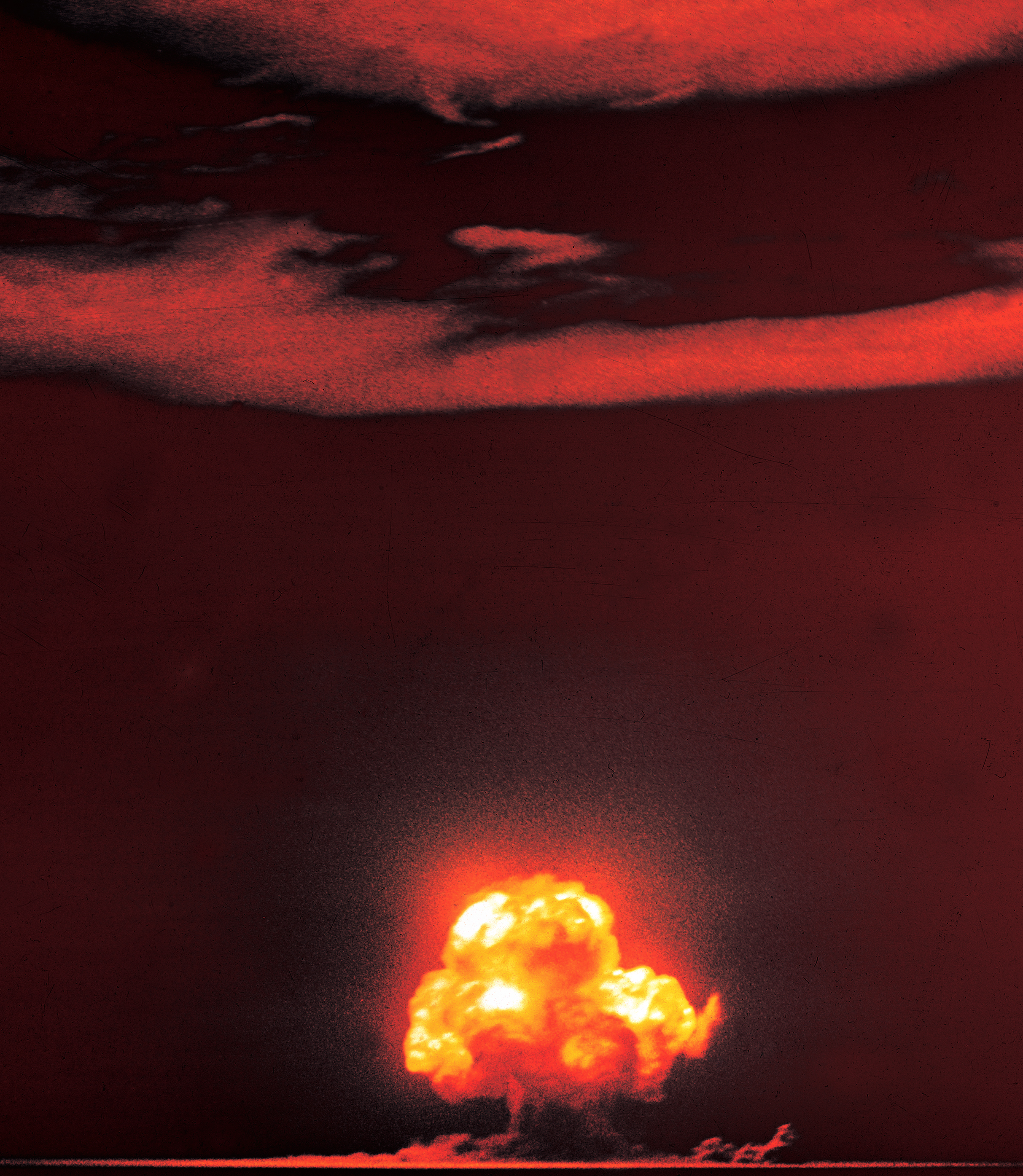
In large scale atmospheric simulations, a nuclear explosion can be considered as a short-duration, thermal-point source, which generates a characteristic mushroom-shaped thermal plume rising up into the stratosphere.

## Model de plomalls simple
Una modelització bastant senzilla permet investigar moltes propietats de plomalls turbulents totalment desenvolupats.
En general és suficient suposar que el gradient de pressió és fixat pel gradient de distància del plomall (aquesta aproximació és similar a l'aproximació de Boussinesq.
La distribució de la densitat i la velocitat al llarg del plomall es modelen ja sigui amb distribucions gaussianes simples o bé es prenen com a uniforme en tot el plomall (model anomenat "barret de copa").
La velocitat d'arrossegament de la massa al plomall es proporcional a la velocitat local. Valors típics del coeficient d'arrosegament son al voltant de 0.08 per jets verticals i 0.12 per plomalls de flotabilitat verticals, mentre que per plomalls corbats, el coeficient d'arrossegament és d'aproximadament 0,6.
Les equacions de conservació de flux de massa (incloent l'arrossegament) i moment i de flux de flotabilitat son suficients per una descripció completa del fluxe per a molts propòsits.
Per a una ploma simple que puja aquestes equacions prediuen que la ploma s'ampliarà amb un mig-angle constant d'entre 6 a 15 graus.
Un model de barret de copa d'un plomall circular d'arrossegament en un fluid de la mateixa densitat és el següent:
El moment M del flux es conserva de manera que
{\displaystyle A\rho v^{2}=M} és constant
El flux de massa J varia, causa de l'arrossegament a la vora de la ploma, com es
{\displaystyle dJ/dx=dA\rho v/dx=kr\rho v}
on k és una contant d'arrossegament, r és el radi del plomall a la distància x, i A és la seva àrea de secció transversal.
Això mostra que la velocitat v mitjana cau a mesura que augmenta inversament el radi, i la ploma creix en un angle constant dr / dx = k’.
1. ↑  Turner, J. S. (1962). The Starting Plume in Neutral Surroundings, J. Fluid Mech. vol 13, pp356-368